# Tinogasta Airport
Tinogasta Airport är en flygplats i Argentina. Den ligger i den nordvästra delen av landet, 1 100 km nordväst om huvudstaden Buenos Aires. Tinogasta Airport ligger 1 209 meter över havet.
Terrängen runt Tinogasta Airport är platt åt sydost, men åt nordväst är den kuperad. Närmaste större samhälle är Tinogasta, 3,2 km sydost om Tinogasta Airport.
Omgivningarna runt Tinogasta Airport är i huvudsak ett öppet busklandskap. Trakten runt Tinogasta Airport är nära nog obefolkad, med mindre än två invånare per kvadratkilometer.